# Monastero di Santa Maria del Latte
Il monastero di Santa Maria del Latte era un antico monastero di Montevarchi che dal 1566 al 1813 occupò quei locali quasi all'imbocco di via Cennano che furono successivamente denominati "la Bartolea".

## Storia

### L'Operazione monastero

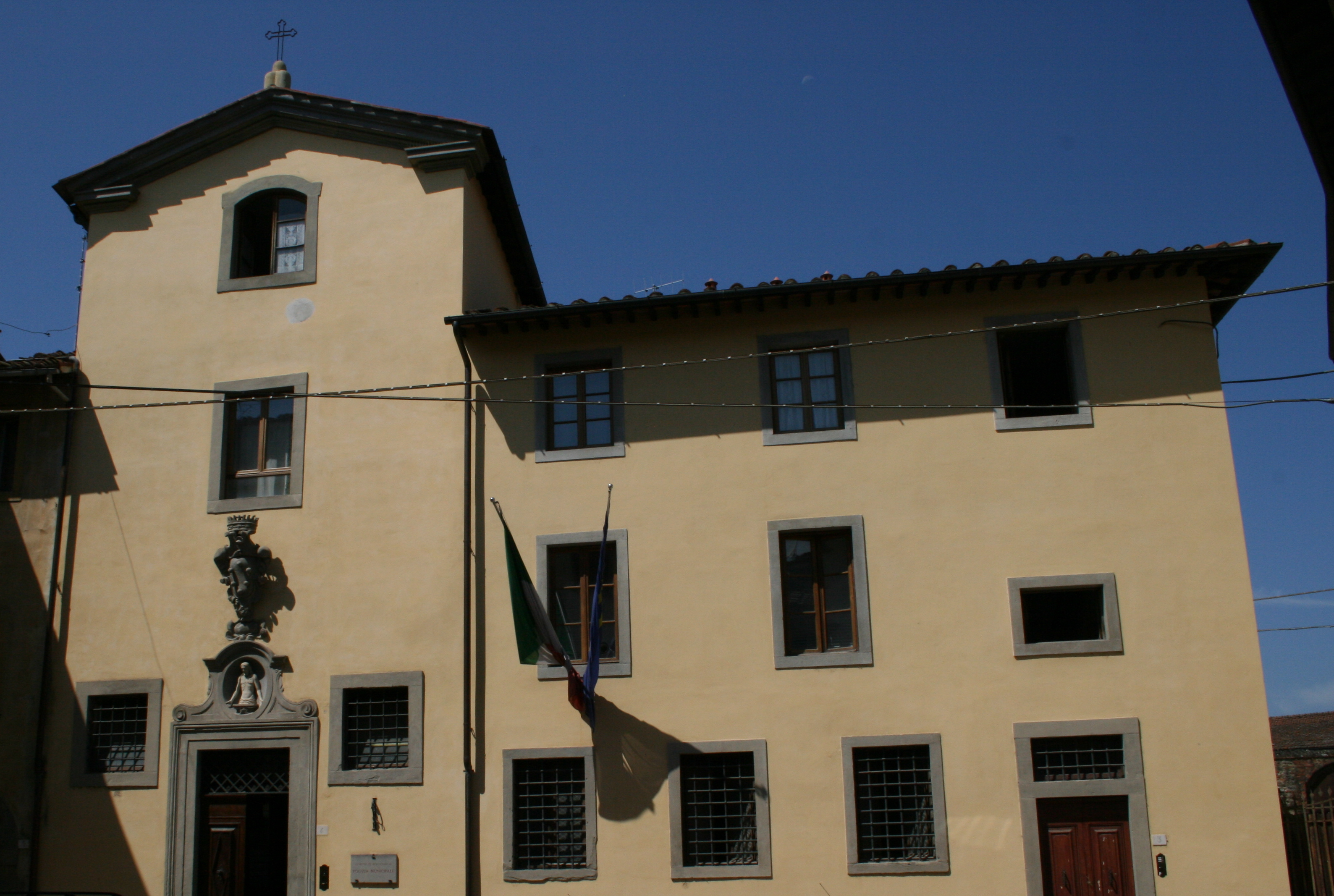
Il Monte Pio

La decisione di fondare il monastero venne presa dagli Operai, cioè dai dirigenti del Monte Pio nel 1557, riprendendo un'iniziativa del 1549 che non era riuscita poiché la cancelleria granducale non aveva concesso i permessi. Al posto dell'istituzione religiosa era stato creato il Monte Pio che permetteva che i patrimoni delle compagnie che avrebbero dovuto formare il nuovo monastero rimanessero nella disponibilità e nella competenza del potere civile. La proposta venne rilanciata perché questa volta le proprietà del monastero e i finanziamenti per costruirlo sarebbero stati trovati ex novo.
Il 26 settembre, «gli Operai [del Monte Pio] fanno partito che se M.re Marchionne Soldani, Rettore della Vergine Maria del fosso concede l'orto volgarmente chiamato l'orto del Guiducci per edificarci il Monastero, si obbligano a pagare ogni anno a Messer Marchionne scudi 20 buoni di fitto di detto orto durante la vita di detto Rettore e di più donano alla fabbrica di detto Monastero, se però si comincia, tutto il credito de' denari [che ha] imprestati il Monte della Comunità, con gli interessi decorsi».

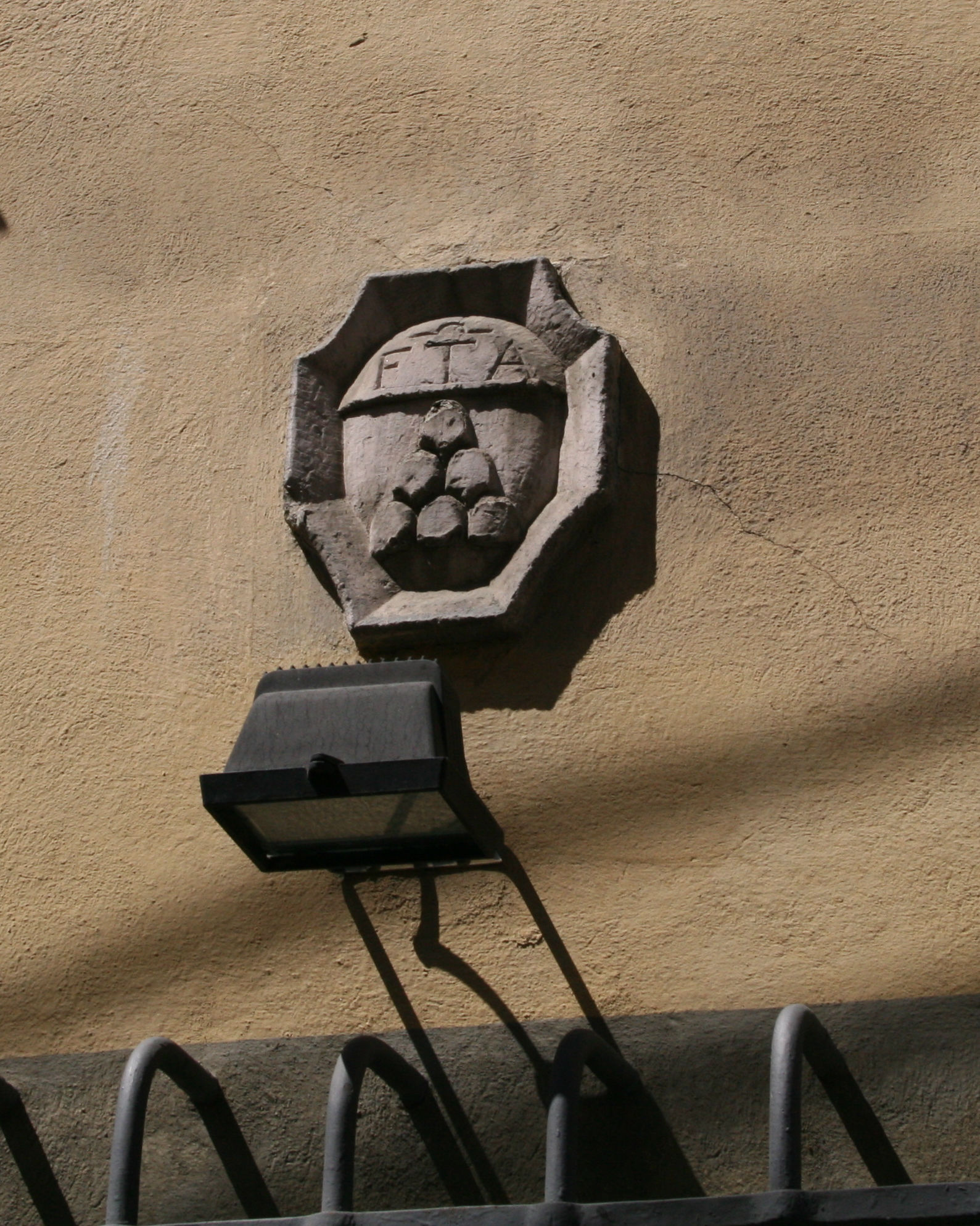
Lo stemma della Fraternita del Latte su un palazzo di via Cennano

Nonostante ciò, per sicurezza, alla regia dell'operazione subentrò direttamente la Fraternita del Sacro Latte che comunque, in maniera occulta, controllava anche il Monte di Pietà. Non a caso il 15 ottobre successivo, dagli Operai del Monte Pio, vennero nominati per sbrogliare la "questione del monastero" Giovanni d'Orazio Franchi, cugino di Benedetto Varchi che all'anagrafe faceva appunto Benedetto Franchi, ma soprattutto il notaio Ser Carlo di Prospero Bartoli che era stato tra i fondatori del Monte Pio insieme, tra gli altri, a Baldassarre Soldani, figlio di quel Marchionne che a vita avrebbe incassato 20 scudi annui di affitto dell'orto. Inoltre Carlo Bartoli era, guarda caso, anche il provveditore, cioè il presidente, della Fraternita.
Difficile dire quando e come venisse deciso il titolo di "Santa Maria del Latte" ma è facile intuire da chi il titolo fosse stato scelto visto l'ovvio, anche se controverso, riferimento alla fraternita. Certo è che il 7 novembre 1557 gli Operai del Monte deliberarono di assegnare 80 staia di grano annui al monastero per provvedere al vitto delle monache e riservarono a loro e alla dirigenza della fraternita il diritto esclusivo di accettare o di rifiutare le giovani che volevano prendere i voti.
La fretta e la macchinosità dell'operazione da parte della Fraternita del Latte sarebbe da ricondursi alla faida riaccesasi tra la parrocchia di San Lorenzo e quella di Sant'Andrea a Cennano proprio nel 1557, quando il vescovo di Arezzo aveva elevato Cennano a propositura equiparandola dunque a San Lorenzo, dove la fraternita aveva il suo quartier generale, che così perdeva il suo status di chiesa principale della città. 

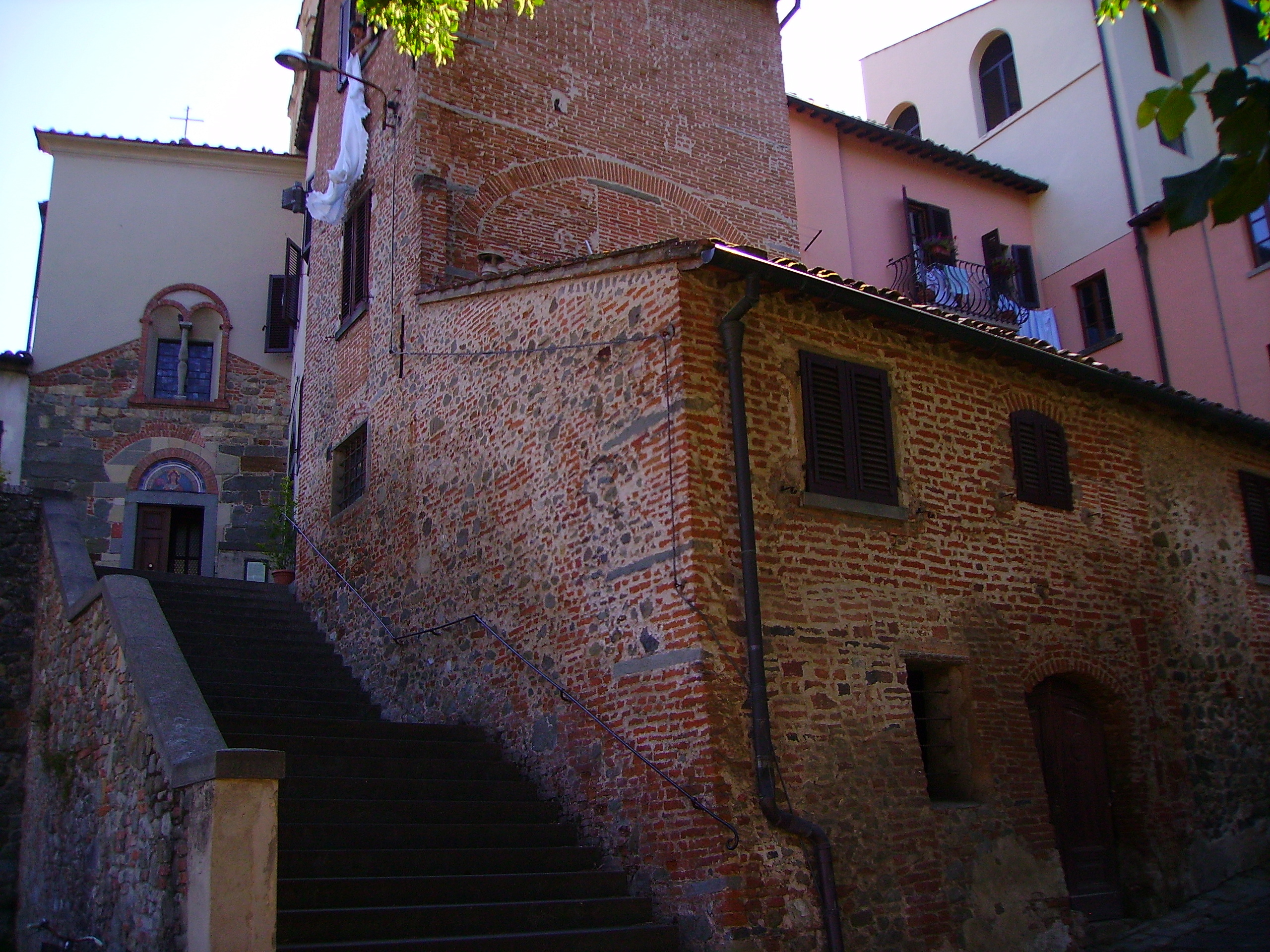
Il monastero di Sant'Angelo alla Ginestra

Il fatto era che mentre San Lorenzo era in diocesi di Fiesole, Cennano era in quella di Arezzo e dunque controllava, per giurisdizione parrocchiale, il monastero benedettino di Sant'Angelo alla Ginestra che però dipendeva dalla casa di Arezzo e quindi non era mai stato veramente montevarchino nella scelta delle monache e soprattutto di rettori e badesse. Con l'edificazione di un altro monastero in Montevarchi, nella Diocesi di Fiesole, sotto San Lorenzo e in mano alla Fraternita, si sarebbero invece riequilibrate le sorti della partita.
Per questo il 16 dicembre 1560 fu data piena autonomia a Carlo Bartoli e a Giovanni Franchi per predisporre l'erezione dell'istituto religioso e loro, da "promotori" e "sovrintendenti alla fabbrica del monastero", decisero di edificare la struttura proprio di fronte alla chiesa di Cennano. Una scelta chiaramente voluta e non dettata dalle necessità in quanto il monastero poteva essere molto più agevolmente sistemato anche in altro luogo dato che strutture già disponibili erano già presenti in città. Di fronte a Sant'Andrea invece c'erano orti e case da acquistare e il monastero doveva essere del tutto costruito, ma il sito era quello più vicino possibile al palazzo di quel Carlo Bartoli potente regista dell'operazione. 

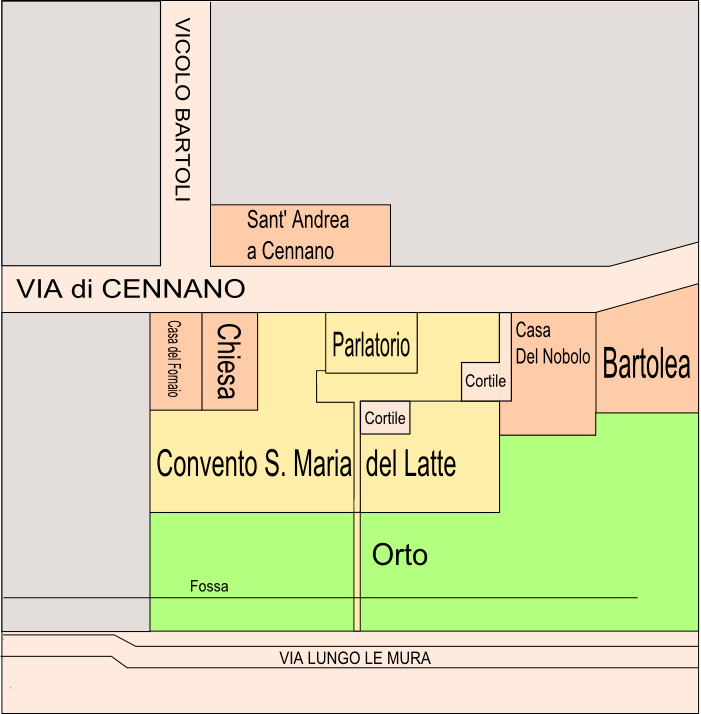
Mappa del monastero e di via Cennano nel Settecento

### L'inizio dei lavori
Apparentemente però non sembrava ci fossero problemi in quanto i proprietari dei terreni e delle abitazioni che dovevano far spazio al convento erano di proprietà di Marchionne Soldani, un amico degli amici anzi il padre di un amico degli amici, e della sua famiglia mentre il resto era riconducibile a famiglie o persone gravitanti nella sfera di influenza di Bartoli o comunque di San Lorenzo. Tutte meno una: i Franchi. Solo che i Franchi, pur mantenendo le distanze da Bartoli e dai suoi, avevano premura di monacare tre figlie quindi, previo un congruo risarcimento per la casa che avrebbero ceduto, entrarono anche loro nell'impresa tanto che Giovanni Franchi affiancò proprio Bartoli nella messa in opera dei lavori.
Trovato l'accordo tra tutte le parti in causa il Monte Pio aprì una linea di credito garantendo così la copertura di tutte le spese di costruzione. Ad occuparsi delle operazioni immobiliari fu incaricato Salvadore Ceccherini, padre dell'ex procuratore della disciolta compagnia di Santa Maria del Pellegrinaggio e uno dei soci del Bartoli che chiesero ed ottennero dal granduca Cosimo I il permesso di appoggiare il convento alle mura cittadine con possibilità di aprirvi delle aperture. Poi Ceccherini si preoccupò di comperare «l'orto appartenente al medico Jacopo Soldani, l'antifosso che era davanti alle mura castellane di proprietà parte del Comune e parte di certo Giov. Francesco Catani, ed altro orto appartenente al Bonpigli, nonché un orto appartenente alla Chiesa di Cennano» ed altre proprietà circostanti.
Con l'autorizzazione del granduca e quella del vescovo di Fiesole che arrivò il 17 maggio 1566, con la solenne processione del 28 agosto 1566 venne celebrata la cerimonia ufficiale della posa della prima pietra del monastero che fu benedetta da Baldassarre di Antonio Nannocci, canonico della collegiata, in rappresentanza del vescovo di Fiesole che, pur patrocinando l'operazione, non poteva essere presente per chiare ragioni politico-diplomatiche.
Neanche la scelta del 28 agosto, come giorno del via ai lavori, fu casuale. Infatti è in quel giorno che la Chiesa cattolica celebra sant'Agostino e le monache del Sacro Latte avrebbero appunto abbracciato la regola agostiniana. Primo perché la regola era ecclesiasticamente rivale di quella benedettina, segnando un ulteriore motivo di contrapposizione con il monastero della Ginestra, ma soprattutto il monastero del Sacro Latte doveva diventare un monastero di clausura dove parcheggiare le figlie minori delle ricche famiglie di Montevarchi per evitare di dar loro una dote e disperdere i patrimoni familiari. Insomma una fabbrica di tante monache di Monza.

### I Franchi tiratori
Per convincere Cosimo I ad acconsentire al progetto si erano a suo tempo trovati 12 "soscrittori" che rivolgendosi direttamente al sovrano si impegnavano a finanziare la costruzione e i primi tre anni di attività del convento, in cambio del diritto di far vestire l'abito a una delle loro figlie così che il monastero avrebbe avuto subito le sue monache e quanto bastava per mantenerle. Ovviamente, tra i sottoscrittori della supplica al granduca comparivano in prima fila i tre fratelli Franchi. I Franchi, però, vollero aggiungere una postilla che legava il mantenimento delle loro promesse economiche al fatto che il monastero sorgesse nella chiesa di San Lorenzo recentemente elevata al rango di collegiata. Cosa assolutamente impossibile, tanto che i fratelli si ritirarono dal progetto, lasciando il monastero nelle ristrettezze economiche, fatto che causò un triennio di discussioni e minacce che arrivarono a coinvolgere il vescovo di Fiesole e infine il granduca. La prima badessa di Santa Maria del Latte allora, nell'ottobre del 1570, chiamò in causa direttamente il principe.
I Franchi, che erano in affari con i Salviati e i Serristori nel mulino di Montevarchi, sapevano di avere comunque le spalle coperte in quanto avevano dalla loro Bartolomeo Concini, uno dei segretari granducali, e una delle figure più influenti alla corte medicea. Lelio Torelli, altro segretario del granduca e competente per le questioni montevarchine, propose allora una mediazione o un lodo che venne poi accettato:
Ma la badessa, costretta ad acconsentire per cause di forza maggiore, senza mezze parole nel libro delle memorie del convento, iniziato da lei, denuncia pubblicamente le manovre dei Franchi e fa nomi e cognomi:
I Franchi non furono i soli a rimanere disgustati della supervisione di Ceccherini. Anche Alessandro Catani si ritirò dalla sua sottoscrizione iniziale e «per non restare nell'obbligo [...] donò al Monastero un pezetto d'orto sul prato a piè le mura e non messe altrimenti fanciulla».

### Il problema dell'oratorio

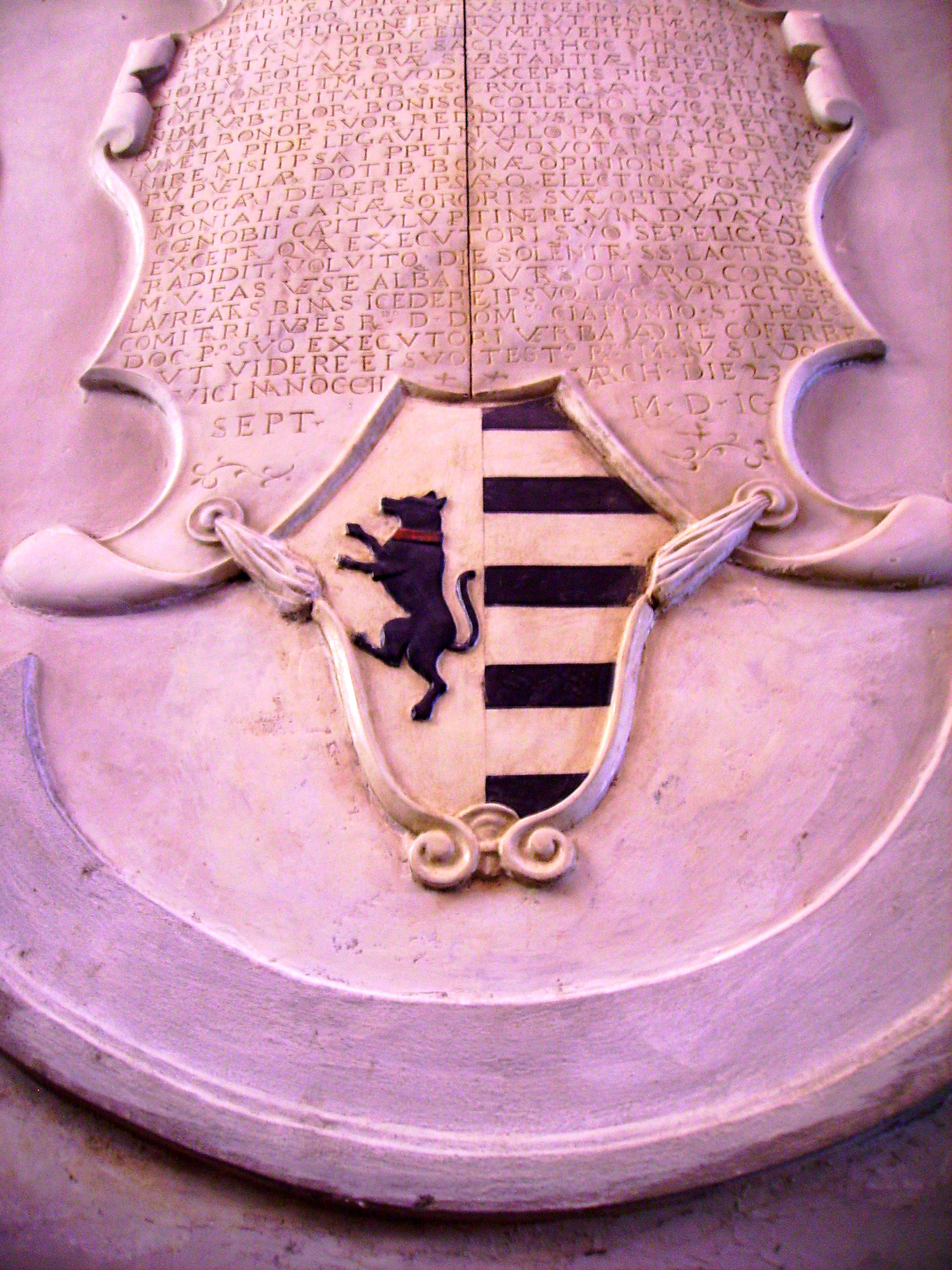
Stemma della famiglia Batoli nella ex chiesa del monastero oggi Chiesa della Confraternita della Misericordia

Problemi di finanziatori e di finanziamenti a parte, la costruzione del monastero in via Cennano era ulteriormente complicata dal fatto che nelle vicinanze non ci fosse neppure una vera e propria chiesa che potesse servire alle monache se non un piccolo oratorio che però non era affatto libero in quanto, dal 1563, era occupato dalla Compagnia dell'Assunta e di Sant'Antonio, restyling dell'antica compagnia di Sant'Antonio sciolta da Bartoli e i suoi per incamerarne i beni e fondare il Monte Pio. Anche stavolta, senza tanti complimenti, la compagnia venne esautorata e sfrattata come si ricava da un'informativa di Lelio Torelli ai Nove Conservatori del 1º maggio 1567:
A dire il vero la compagnia di Sant' Antonio era stata sistemata altrove già nel 1564 e in particolare le era stato concesso l'oratorio di via Marzia che diventerà poi la Chiesa di Sant'Antonio Abate, ma la nuova chiesa era tutta da ristrutturare a loro spese ed evidentemente forse era stata promessa anche una liquidazione che però non era mai stata conguagliata. Per questo era partito il boicottaggio dei lavori che comunque fu pesantemente censurato anche dal vescovo di Fiesole nell'ottobre del 1567.

### Suor Contessina Cavalcanti

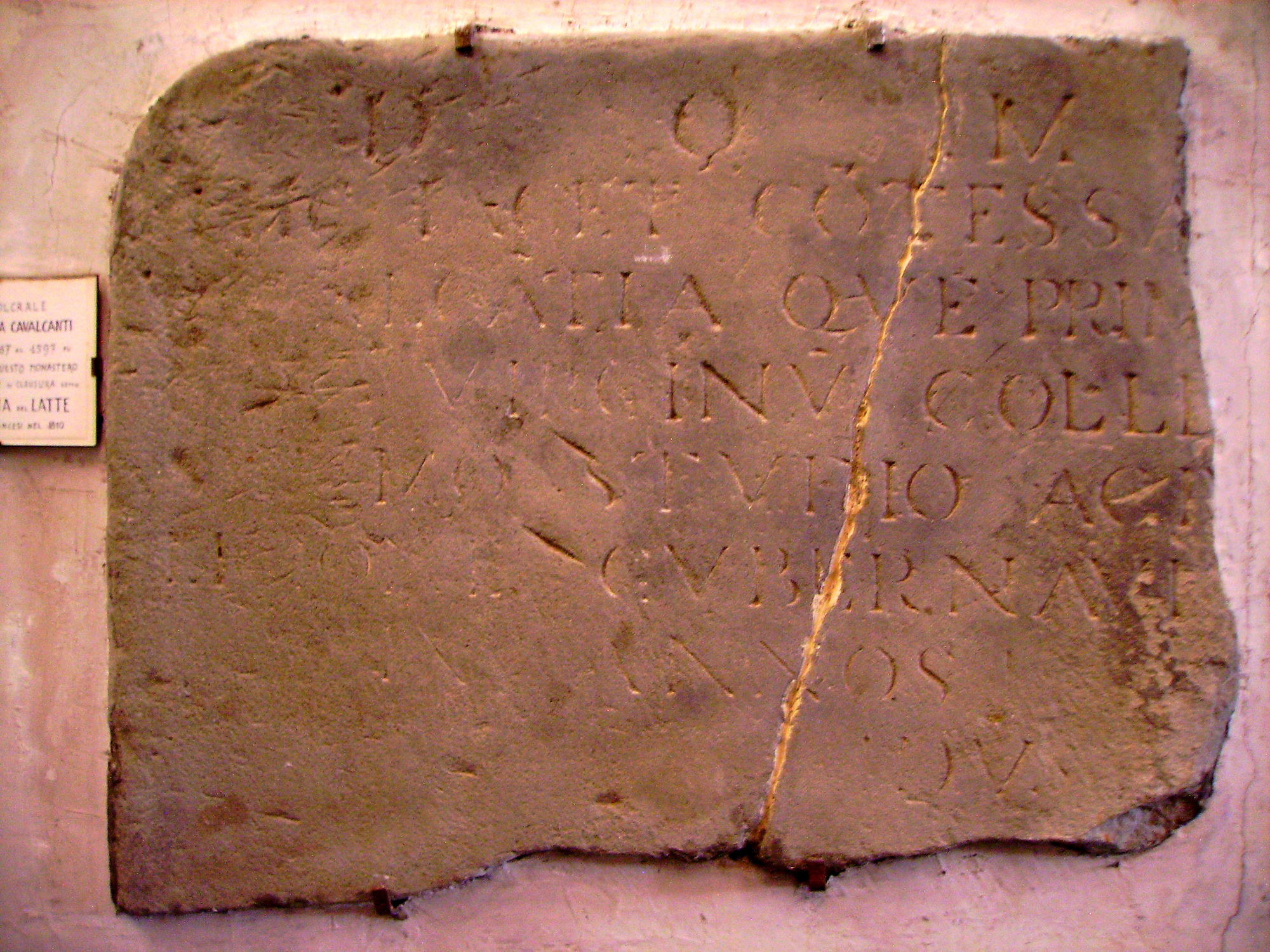
La pietra sepolcrale della tomba di Contessina Cavalcanti nella chiesa del monastero

Fu dunque il vescovo di Fiesole in persona, alias Angelo Cattani da Diacceto, a selezionare la task force di monache che avrebbero dovuto avviare l'attività del convento e la sua scelta era caduta su Suor Contessina Cavalcanti come prima badessa del monastero, e su Suor Prudenzia più le converse Mattea e Francesca che appartenevano tutte alle Suore Romite di Sant'Agostino di Fiesole e provenivano dal monastero detto "di Lapo" che si trovava nei dintorni di Firenze sulla via Faentina e di cui ancora oggi esiste la chiesa denominata appunto Santa Maria del Fiore a Lapo. Il Ceccherini, appuntato procuratore del monastero, andò di persona a Fiesole a prendere le monache prescelte che si installarono nella loro nuova casa dopo una pomposa cerimonia officiata dal domenicano Fra Felice, vicario del vescovo di Fiesole.

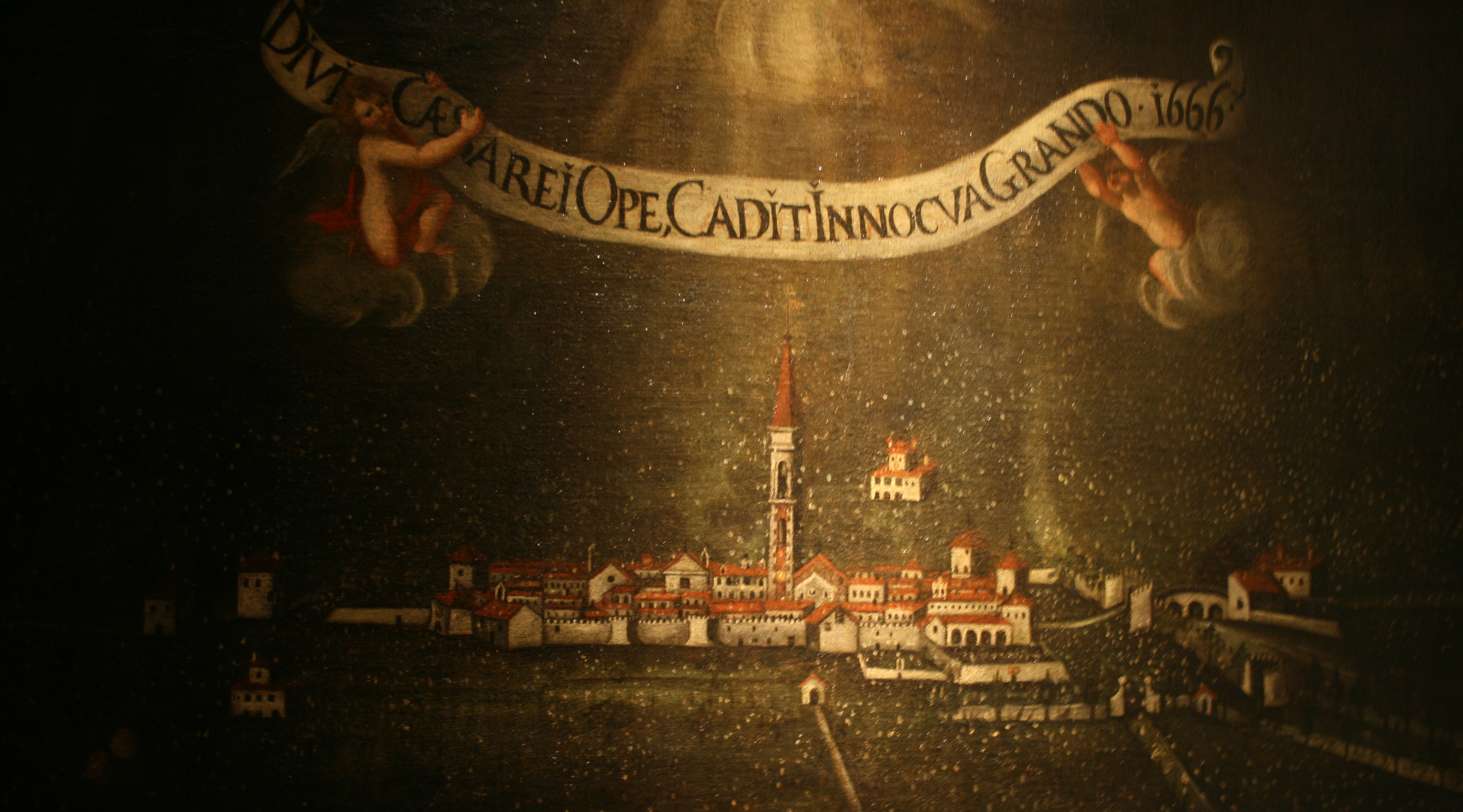
Veduta di Montevarchi nel 1666 con in primo piano, sulla destra, il monastero

Il vescovo Cattani da Diacceto non aveva scelto a caso la prima badessa e, essendo alquanto sospettoso nei confronti della Fraternita e delle élite di Montevarchi in generale, si era orientato su Contessina Cavalcanti proprio perché era una donna precisa, coraggiosa e di carattere che non si faceva certo intimidire dal primo ras di provincia con cui avrebbe avuto a che fare. Del rapporto di estrema fiducia tra il vescovo e la badessa è dimostrazione una lettera del prelato del 1567 in cui si legge «Madre Badessa [...] vi amo nelle viscere di Gesù Cristo et perché io vi voglio bene mi sa male di contristarvi».

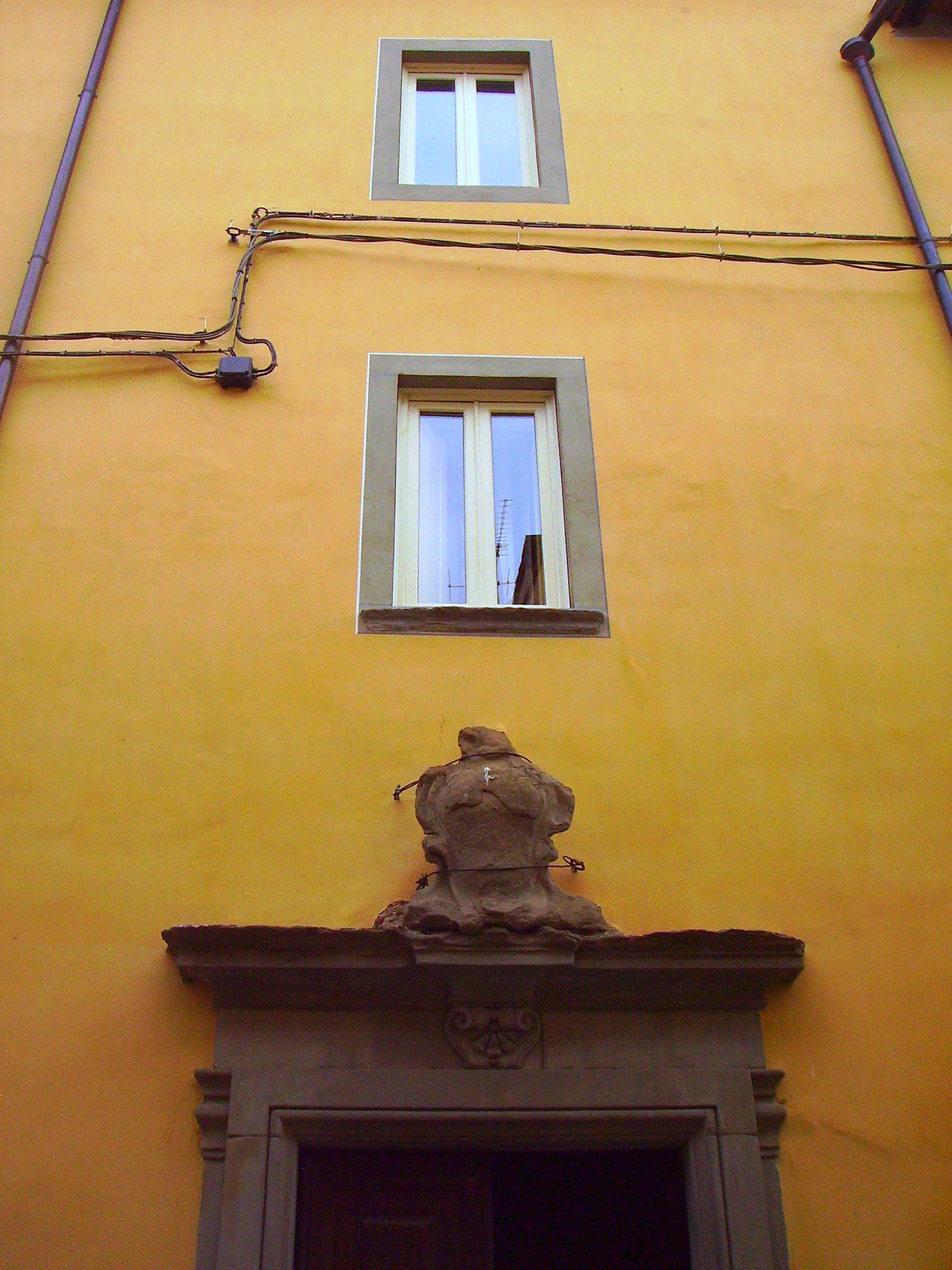
L'ingresso del monastero con uno stemma ormai corroso. Forse è ancora quello dei Ceccherini

### La disfatta di Salvadore Ceccherini

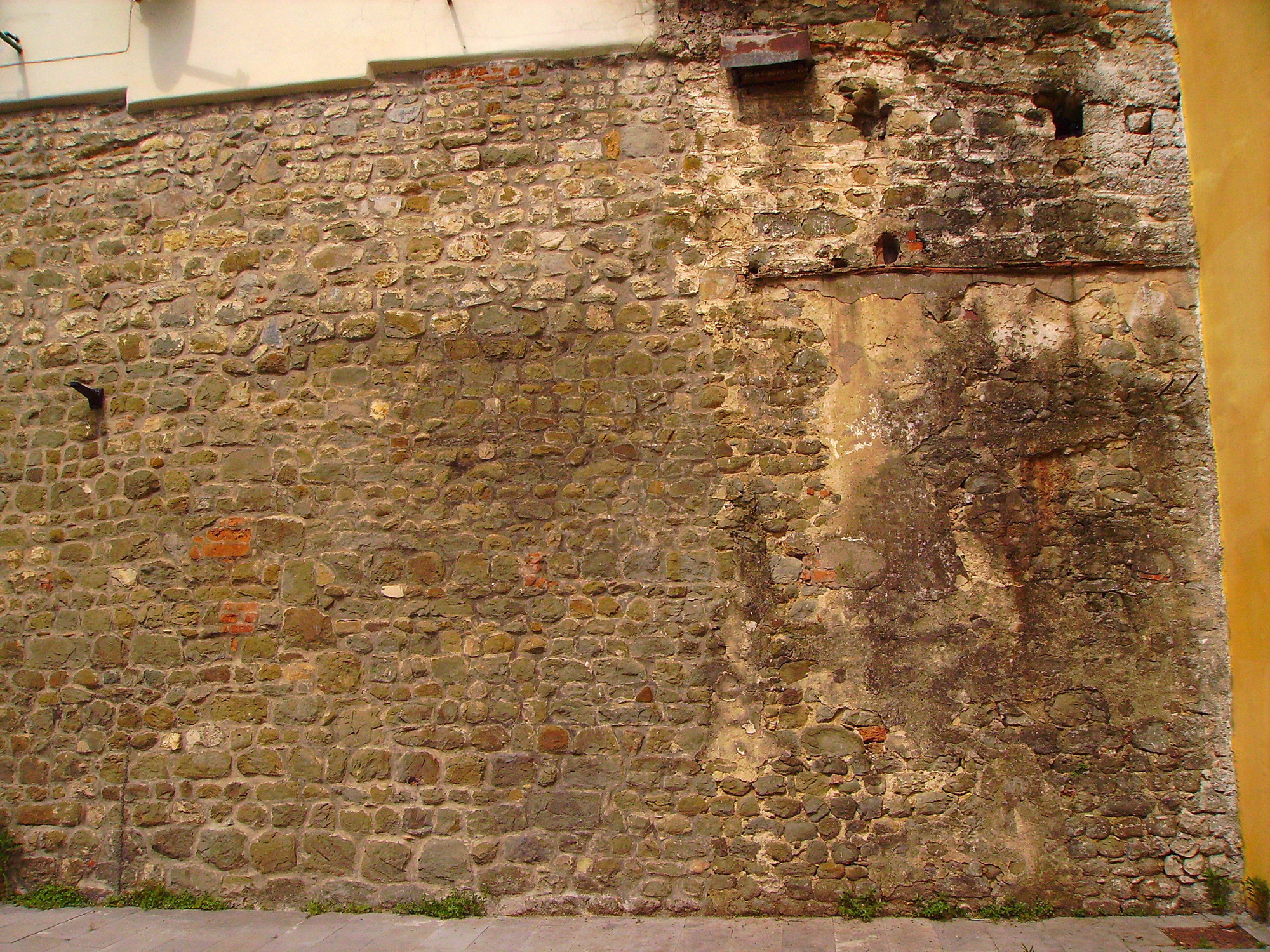
Il tratto delle mura di Montevarchi che confinava con l'orto delle monache

All'inizio Salvadore Ceccherini sembrava la persona giusta per potersi far carico della costruzione e della gestione del convento soprattutto nella sua fase iniziale. Era ricco con e ben conosciuto a Firenze tanto che aveva ottenuto la sepoltura familiare in Santa Croce, e aveva la piena fiducia del vescovo di Fiesole. Sul Ceccherini confidavano tutti, tranne Contessina Cavalcanti che non perse tempo e il 26 ottobre 1567, il giorno dopo il suo insediamento, vergò un primo documento di memorie intitolato "Entrata" e segnato con una "A" in cui dichiarava:
E ancora:
La badessa fece anche mettere per iscritto il saldo di cassa all'apertura del monastero:
Contessina Cavalcanti naturalmente avvisò dei raggiri del Ceccherini il vescovo che però, in una risposta del 25 gennaio 1568, non ci voleva credere: La sopravvalutazione di Ceccherini non era però da imputare totalmente alla curia fiesolana ma anche alle autorità granducali. Ma la madre superiora, non contenta, continuò con puntiglio ad annotare nelle memorie del convento tutti i suoi misfatti come per esempio che «scudi 420 non gli sborsò altrimenti, ma gli prese per sua, con dire che gli aveva spesi nella muraglia male ordinata e peggio fatta tal che el Monastero non se ne poté servire per niente».
Il vescovo finalmente nel gennaio del 1569 riconobbe le ragioni della badessa. Contessina Cavalcanti era riuscitaquindi  a bloccare le furbizie del Ceccherini e dei suoi compari, che volevano mettere le mani su una parte dei beni del convento reclamando, in seguito, dei crediti inesistenti nei loro confronti dopo oltretutto aver sperperato parte del patrimonio iniziale del monastero in opere utili solo alle loro tasche.
La vicenda della mala amministrazione di Ceccherini seguiva di pochi anni lo scandalo del "Calonza-Gate" che aveva investito il Monte Pio e dunque contribuiva al largo discredito che la cricca del Bartoli si era guadagnata a Montevarchi. Per far tacere i maligni non solo montevarchini ma anche fiorentini una, ad oggi, oscura manovra politica e magari pure "finanziaria" portò incredibilmente Salvadore Ceccherini, nel 1572, ad ottenere l'abilitazione per accedere agli uffici della pubblica amministrazione come podestà a Civitella in Val di Chiana e nel 1587 nella montagna di Pistoia per poi essere grottescamente appuntato, nel 1590, come Camarlingo dei Contratti.

### Un conto piuttosto salato
Da una delle carte del Monte Pio datata 25 aprile 1567 si apprende che la sola costruzione del monastero era venuta a costare una cifra molto alta, tutta a carico di privati, senza contare le spese di mantenimento. Il Monte di Pietà versava ogni anno, e questo fino alla soppressione napoleonica, una quota fissa tanto alta quanta ne sarebbe servita per costruire un nuovo convento.
Per questo motivo la comunità di Montevarchi si oppose fin dall'inizio al progetto, con tanto di lettera a Cosimo I. Infatti il denaro che andava a Santa Maria del Latte proveniva tecnicamente dalle casse del Monte Pio, che a sua volta pescava dalle finanze dei montevarchini, e che avrebbe dovuto invece reinvestirlo in opere caritative a favore della città. Invece tutto questo denaro se ne andava a finire al monastero favorendo solo le famiglie ricche che, in quella clausura, presero a rinchiuderci le loro figlie.

### Il "monacomonzismo"
Nonostante suor Contessina e le altre sorelle fossero a Montevarchi già dal 1567, alla consacrazione delle prime suore montevarchine, nove in tutto, si arrivò solo alcuni anni più tardi e, più precisamente,alla Pentecoste del 1573, tutte delle famiglie più ricche e in vista di Montevarchi, rigorosamente legate sia al Monte Pio che alla Fraternita del Latte e quindi nessuna, probabilmente, avente una vera vocazione.

#### La questione della dote
Quello della dote matrimoniale di una ragazza nubile era una preoccupazione di tutte le famiglie specialmente le più ricche. E non si poteva fare a meno di versarla perché rappresentava, in termini giuridici, la liquidazione per il completo e definitivo distacco della ragazza dalla famiglia paterna che così perdeva ogni diritto di accesso all'eredità.
Solo che, almeno per le casate più ricche, la dote rappresentava una spesa notevole. Anche a Montevarchi. Nel 1524 Marietta portò al marito Baldassarre Soldani la somma di 1250 scudi, ne valeva 400 Maria Lucia della Fonte che nel 1544 sposò Agnolo Soldani mentre nel 1592 Francesco Soldani intascò 1000 scudi sposando Francesca Torsoleschi. Gli stessi 1000 scudi vennero pagati dai Fiegiovanni di Firenze a Niccolò Mini per il suo matrimonio con una delle loro figliole.
Anche per monacare una ragazza la famiglia doveva pagare una dote detta appunto "dote monacale" solo che l'importo di questa oblazione si aggirava tra 1/3 e 1/10 di quella matrimoniale, da versare in contanti o addirittura in natura. E se anche nel Seicento l'importo della dote venne alzato, era pur sempre la metà di una dote matrimoniale.
La clausura e il velo erano in pratica un'esigenza dei soli ricchi perché chi non aveva di che pagare le spese di monacazione non poteva entrare in monastero. D'altra parte la dote, per le famiglie meno agiate, si limitava a un corredo di lenzuola, coperte e tovaglie e, non sempre, pentole e piatti e, a seconda dei casi, qualche spicciolo tanto che dei conventi femminili le classi subalterne non ne sentivano l'esigenza. Per questo i montevarchini avevano fatto presente al granduca che Santa Maria del Latte era «opera santa e buona ma di manco utilità». Era però solo una controtendenza.
Nel 1622 la popolazione monastica femminile rappresentava nelle città toscane ben il 20% della popolazione femminile adulta. Montevarchi non era da meno, anche nel ritardo con cui si versava il dovuto al convento.

#### Le monache bambine
«Reverenda Badessa, quelle di dieci anni non si possono vestire in modo alcuno, bisogna che aspettino di havere l'età conveniente» scriveva a Contessina Cavalcanti il vescovo Francesco Cattani da Diacceto, nipote del predecessore, il 4 gennaio 1574. Santa Maria del Latte era stato preso letteralmente d'assalto dalle richieste di monacazione da parte delle benestanti famiglie cittadine, richieste che talvolta rasentavano l'assurdo come quella di Pier Giovanni Corsi che nel 1594 mise in monastero sua figlia di soli 7 anni. Anche se si potevano prendere i voti solo ai sedici anni compiuti, chi non aveva ancora l'età veniva comunque affidata alle monache "in serbanza" e in serbanza ce n' erano, fin dall'inizio, almeno sei. Le 9 suore del 1573 erano già diventate 25 l'anno dopo e il vescovo nel 1574 autorizzò il monastero ad elevare a 40 le sue ospitande.
Il 14 settembre 1598 la nuova superiora Lucrezia Lapini, la prima montevarchina, scriveva al vescovo:
Nella lettera la badessa indicava che Goro Bazzanti si era addirittura detto disposto a «darli più di cento piastre» per la dote purché se la prendessero. Tanto più che, come indicò successivamente la superiora, la piccola «desidera grandemente esser delle nostre». E ancora presentava la faccenda di Lucrezia di otto anni «la quale è volontaria» che era figlia del fratello della superiora Messer Andrea Lapini. D'altra parte se il vescovo autorizzava l'operazione, con quei soldi si poteva concludere l'acquisto di un podere da 1000 scudi:
Ancora più sconvolgente il caso di Lionarda Catani a cui era morto il padre e che aveva avuto in eredità da suo zio 800 scudi di dote. I fratelli avevano deciso di farla monacare così, pagati i 120 scudi di ingresso, avrebbero potuto tenersi il resto del lascito. Prima misero la piccola "in serbanza" a Sant' Angelo alla Ginestra poi, perché ancora la bambina non era in età di prendere i voti e quindi di rinunciare alla dote mentre loro il gruzzolo lo volevano incassare subito, si erano rivolti a un monastero palesemente più accondiscendente e infatti la Lapini, il 12 marzo 1600, chiedeva al Vescovo se avesse potuto rinunciare lui agli 800 scudi al posto della bambina:
E la badessa il 22 marzo successivo tornava alla carica:
In base alle nuove disposizioni in materia di monachesimo dettate dal Concilio di Trento per tentare di mettere un freno alle monacazioni facili, doveva essere il vescovo ad accertarsi che le candidate scegliessero la vita religiosa volontariamente e non perché costrette dalla famiglia. Ma, almeno nel caso di Montevarchi, quasi mai era il vescovo a farle. Più spesso toccava al proposto di Sant' Andrea a Cennano o a quello della Collegiata.

#### Le monacate
La cronotassi delle madri camarlinghe, le cassiere del Monastero, è ancora una riprova del fatto che le sorelle di Santa Maria del Latte, Contessina Cavalcanti esclusa, provenivano tutte dalle alte sfere dell'élite cittadina:
- Suor Contessina Cavalcanti (1567-1597)
- Suor Maria Perpetua Catani (1602-1606), prozia di Francesco Caiani
- Suor Maria Antonia Dulli (badessa e camarlinga ad interim)
- Suor Lucrezia Lapini (1606-1611)
- Suor Maria Vestrucci (1611)
- Suor Luigia Burzi (1614)
- Suor Maria Giacinta (1620)
- Suor Antonia Mancini (1621)
- Suor Maria Judit Magiotti, sorella di Raffaello e Lattanzio Magiotti
- Suor Maria Rosa Celeste Soldani, sorella di Massimiliano Soldani Benzi

E lo stesso vale per un ruolo di monache, redatto per l'elezione della nuova badessa e datato 1º febbraio 1675. Anche qui tutti i cognomi delle consorelle appartengono alle famiglie montevarchine più in vista:
- Suor Maria Maddalena Segoni (badessa uscente)
- Suor Maria Bianca Malvolti
- Suor Maria Valeriana Franchi
- Suor Maria Angiola Bartolucci
- Suor Maria Fedele Bartolucci
- Suor Maria Alessandra Mochi, figlia di Francesco Mochi
- Suor Maria Diomira Celeste Mini
- Suor Anna Maria Mochi, altra figlia di Francesco Mochi
- Suor Francesca Maria Fabbri
- Suor Costanza Maria Magiotti
- Suor Maria Leonora Felice Vestrucci
- Suor Felice Angiola Bianciardi
- Suor Maria Diomira Angiola Finali
- Suor Maria Grazia Dami
- Suor Elisabetta Felice Menchi
- Suor Diamante Celeste Bianciardi
- Suor Ginevra Felice Diacine
- Suor Maria Angiola Celeste Caponi
- Suor Maria Teresa Catani
- Suor Maria Anna Bartolucci

Per la cronaca, quel primo febbraio, risultò essere eletta badessa del monastero Suor Maria Fedele Bartolucci con 12 voti a favore e 8 contrari.

#### Calo di disciplina
Che Santa Maria del Latte fosse diverso dal vicino Monastero della Ginestra era evidente non solo nei differenti approcci alle acquisizioni di nuove sorelle: molto spregiudicato il primo e più canonico e regolare il secondo. Ma Santa Maria si distingueva anche per una clausura molto più blanda del normale, per non dire del consentito, la cui fama, sotto forma di miti e leggende paesane, è viva ancora oggi.
Se ne fece per prima portavoce Contessina Cavalcanti che, chiaramente su richiesta di interessati, domandava al vescovo di mantenere aperta una porta tra la chiesa, aperta al pubblico, e la clausura pur essendo vietato dalle disposizioni conciliari pena la scomunica. Nel 1577 poi il vescovo si lamentava con la superiora per l'uso delle novizie di passare del tempo fuori dalla clausura.

#### Possedute
Tra la fine del Cinquecento e gli inizi del Seicento arriva in convento il primo caso di "ossessione" o, un po' più forte, di supposta "possessione diabolica". Cosa piuttosto comune all'epoca soprattutto per chi, in convento, non ci voleva o non ci voleva più stare:

### Le suore imprenditrici
La gerarchia del convento, soprattutto nelle figure della badessa e della camarlinga, giocava un ruolo fondamentale nell'ambito degli equilibri di potere e degli interessi dell'élite montevarchina perché naturalmente la famiglia di provenienza della superiora o dell'amministratrice beneficiava direttamente non solo del prestigio ecclesiastico ma soprattutto dell'accesso privilegiato alle casse o alle proprietà del monastero con concessioni, appalti, speculazioni. Specialmente dal Seicento quando le monache montevarchine si erano fatte tanto ricche da avere al loro servizio un fattore, un ortolano, due fattoresse, e una serva.

#### Acquisizioni
Il 23 luglio del 1573 le monache si aggiudicarono il podere di Valdichiana «con casa da lavoratore nella Corte di Marciano luogo detto la Casaccia ovvero Spinetto da Francesco Cristofano e Marcho Antonio fratelli e figlioli di Lorenzo Brandini dalla Torre el quale podere fu stimato da Lodovico di Jacopo Tassi arbitro de sopraddetti e per noi da Michelagnolo Vestrucci da Montevarchi e quali stimorno doversi pagare fiorini 32 di lire 4 e soldi 5 per staioro [scudi 1523 e lire 1]».
Il podere di Capannole venne invece acquistato il 26 luglio del 1592 da «Pietro da Cennina con sue terre e chasaccia da lavoratore, con orto et sua abitazione posta in podesteria del Bucine Comune di Chapannoli luogo detto Bottega all'acqua» con «un pezzo di terra lavorata, alberata, querciata e fruttata di staiora 5 a seme [...] e un pezzo di terra lavoratia di staiora 4 a seme in detto Comune luogo detto la Strada, e un tenimento di terra lavorata, vitata, fruttata e altrettanto querciata di staiora 30 in detto Comune luogo detto Accurri». La proprietà costò in tutto 1000 scudi divisi in tre tranche: la prima da 386 scudi, la seconda da 200 e la terza per 414.
Alla fine del Settecento i poderi di Santa Maria del Latte erano 8 in totale: Valdichiana, la Quercia, Avanella, la Villa, la Bottega, Ventena, la Casuccia, le Case, vari campi dietro le Mura e una vigna nell'Ornaccio, terre di Poggialuzzo.

#### Lasciti
La prima grande fortuna entrata nel portafoglio di Santa Maria del Latte fu quella dei Bartoli ossia tutti i beni accumulati da Carlo Bartoli nella sua scalata alla città compresi quelli arraffati durante i lavori di edificazione del convento. Andrea, rampollo di Carlo, morì scapolo nel 1599 nominando il monastero, nella figura di sua sorella Suor Anna, suo erede universale. Beni che, grazie al vincolo testamentario di destinarne i frutti alle ragazze povere senza dote, per contrappasso divennero leggendari a Montevarchi con il nome di "eredità Bartoli".
Al 1640 le eredità, piccole o medie, collezionate dal convento erano 7: quella di Andrea Bartoli, di Bazzante di Domenico Bazzanti, di Simone di Francesco di Giuliano, di Alessandro di Domenico di Alessandro, di Vanni di Agnolo, di Valerio di Bartolomeo di Piero di Donato Magiotti, di Madonna Lisabetta di Benedetto Pieri.
Notevole fu invece quella di Contessa Nacchianti, moglie dello scultore Francesco Mochi, che nel 1665 lasciava tutto «beni mobili et mobili come poderi, case, vigne, orti, robe [...] , benefici ecclesiastici, bestiami, masserizie, ragioni, scritture, crediti, luoghi di monte [...] oro et argento et ogni altra cosa che ad essa si appartenesse» alle figlie Suor Maria Alessandra e Suor Anna Maria con la sorella Clarice che era pure la badessa.
Nel 1682 la sola eredità Nacchianti fruttò alle monache 4797.17 lire e il resoconto dei raccolti del 1679 è da solo abbastanza eloquente.
Meno importante ma molto più pittoresco il lascito di 100 scudi di Magdalena di Lorenzo Manzini che nel 1650 voleva «per anni cinquanta continui fare celebrare ogni venerdì non impedito, et essendo impedito il seguente giorni, una Messa della Passione di Nostro Signore all'Altar Maggiore in Detta Chiesa [Collegiata]».

#### Crediti
Tanto era il giro di cassa del convento che tra le relative carte contabili si trovano tracce di crediti e di prestiti fatti dalle monache a privati. Nel 1625, per esempio, la badessa prestava a Giuliano Catani 12 scudi:
Nel 1661 Maddalena di Michele Corsi ne prese addirittura 27 di scudi in prestito: le suore si erano date all'alta finanza. D'altra parte l'estimo delle produzioni agricole di Santa Maria del Latte nel 1617 rende un'idea piuttosto chiara di quanto fossero articolate e consistenti le entrate del monastero, ma i conti economici erano però sospettosamente poco accorti nella gestione delle spese.

### La soppressione
Nell'ambito delle riforme ecclesiastiche del granduca Pietro Leopoldo, nel 1775 venne istituita una Deputazione che doveva sovrintendere alla gestione dei monasteri, maschili e femminili, che, sottratti all'autorità dei vescovi, vennero dati in gestione a un "Operaio" di incarico regio. Ne fu nominato uno anche per il Maria del Latte di Montevarchi e rimase in carica fino alla promulgazione della legge del 10 maggio 1785 che metteva le suore montevarchine, come d'altra parte tutte le altre istituzioni religiose femminili toscane, di fronte alla scelta della soppressione o della trasformazione del convento in conservatorio femminile per fare scuola alle giovani ragazze o per ricevere in convitto le vedove e le mogli separate dai mariti.
Ma le suore, decise a continuare la vita monastica, presero a temporeggiare tanto che il granduca si vide costretto a scrivere al vescovo di Fiesole Ranieri Mancini perché facesse pressione sulle monache dei conventi di S. Maria del Latte di Montevarchi e di Santa Croce di Figline Valdarno che ancora non avevano preso alcuna risoluzione in merito al loro futuro. Tuttavia, con un'altra ordinanza del 24 ottobre 1785, il granduca concedeva alle monache toscane il permesso di continuare a vivere in clausura a patto che non ammettessero nuove sorelle e alla fine, le suore del Sacro Latte, optarono per trasformarsi in conservatorio femminile.
Quel che però non fecero i Lorena, lo fece l'amministrazione napoleonica in Toscana prima con l'ordinanza del 29 aprile 1808 dell'amministratore generale della Toscana Luc Jacques Edouard Dauchy e poi, nel 1810, con l'esecuzione immediata del decreto imperiale di chiusura di tutti i monasteri del Dipartimento dell'Arno. Il decreto, emanato il 13 settembre 1810, prevedeva lo sgombero dei conventi del Valdarno, esclusi quelli delle agostiniane di San Giovanni e delle Oblate dell'ospedale di Figline, entro il 15 ottobre successivo data in cui sarebbe incominciato l'incanto di tutti i beni degli enti religiosi soppressi.
Alla fine di ottobre del 1810 abbandonarono l'edificio tutte quelle suore che avevano deciso di smettere l'abito religioso e di tornare alle loro famiglie, mentre lasciarono alla spicciolata Montevarchi tutte le altre che volevano rimanere nell'ordine e che dunque aspettavano le indicazioni di trasferimento ad un differente monastero. Santa Maria del Latte venne lasciato dall'ultima religiosa nel 1813.